# 14172 Amanolivere
A 14172 Amanolivere (ideiglenes jelöléssel 1998 VN8) a Naprendszer kisbolygóövében található aszteroida. A LINEAR projekt keretében fedezték fel 1998. november 10-én.